# Mados László
Mados László (eredeti neve: Kotzmann László György) (Beregszász, 1901. február 26. – Budapest, 1945. január 2.) talajvegyész, műegyetemi tanár.

## Életpályája
Hadapródiskolát, majd katonai akadémiát végzett. 1926-ban vegyészmérnöki, 1929-ben műszaki doktori diplomát szerzett. Ezután díjtalan gyakornokként dolgozott ’Sigmond Elek irányításával a Mezőgazdasági Kémiai Technológia Tanszéken. 1934-től egyetemi tanársegéd, majd adjunktus (1939) volt. 1935–1936 között az egyiptomi kormány megbízásából megszervezte a kairói Mezőgazdasági Múzeum mezőgazdasági ipari, talaj- és trágyázástani osztályát és tanulmányozta az egyiptomi talajviszonyokat és öntözési eljárásokat. 1941-től – mint egyetemi magántanár – oktatta a talajtant, majd amikor a Talajtani Tanszék önálló lett, annak tanszékvezető egyetemi tanára lett 1942-ben. 1942-től nyilvános rendkívüli, 1943-tól az újonnan szervezett talajtan tanszék nyilvános rendes tanára volt. 1943-tól a Magyar Talajtani Társaság egyik alapítója és első elnöke volt.

### Munkássága
Tudományos munkássága a talajtan minden területére kiterjedt. Eleinte a humusz sajátosságaival és szerepével foglalkozott, majd a bázis-elnyelés jelenségével kapcsolatos elméleti és gyakorlati kérdésekkel, és tömegvizsgálatokra alkalmas módszert dolgozott ki a talajok adszorpciós telítetlenségének meghatározására. Részt vett az ország talajtani térképezésének megkezdésében és foglalkozott a talajok vízháztartásának vizsgálatával. Az öntözés és lecsapolás szempontjából egyaránt fontos összefüggéseket tárt fel a talaj higroszkóposságával kapcsolatban, valamint a talaj fajsúlya, térfogatsúlya és hézagtérfogata között. Több dolgozata és önálló munkája jelent meg.

## Családja
Szülei: Kotzmann Géza és Cornides Anna voltak.1934. augusztus 9-én, Budapesten házasságot kötött Balázs Valéria Magdolnával.

## Művei
- A humusz szerepe az adszorpciós komplexusban (Budapest, 1929)
- Adatok a vizes talajkivonat kémiai összetételének talajtani jelentőségéhez (Mezőgazdasági Kutatások, 1933)
- Adatok a magyarországi főbb talajtípusok. dinamikai jellemzéséhez (Budapest, 1935)
- Alföldi talajaink fajsúlya, térfogatsúlya és hézagtérfogata (Mezőgazdasági Kutatások, 1939)
- Általános talajtani alapismeretek (Budapest, 1941)
- Talajvizsgálati módszerkönyv (Szerkesztette: Ballenegger Róberttel, Budapest, 1944)